# 石橋駅 (忠清南道)
石橋駅（ソッキョえき）は、大韓民国忠清南道天安市にあった安城線の駅である。

## 歴史
- 1925年11月1日 - 開業[1]。
- 1969年8月1日 - 無配置簡易駅に降格[2]。
- 1985年4月1日 - 旅客営業中止[3]。
- 1989年1月1日 - 廃止[4]。